# KTM Komuter
Le KTM Komuter est un réseau express régional en Malaisie géré par Keretapi Tanah Melayu (KTMB). Il fut mis en place en 1995 pour permettre de desservir Kuala Lumpur et les zones périphériques de la vallée du Kelang.

## Infrastructure

### Réseau actuel
| Ligne                        | Depuis le       | Stations | Longueur (km) | Terminal   | Terminal      |
| ---------------------------- | --------------- | -------- | ------------- | ---------- | ------------- |
| Ligne Port Klang             | 14 août 1995    | 23       | 45            | Sentul     | Port Kelang   |
| Ligne Port Klang             | 29 juillet 2010 | 4        | 7             | Batu Caves | Sentul        |
| Ligne Seremban               | 14 août 1995    | 23       | 105           | Rawang     | Rembau        |
| Navette Rawang-Tanjung Malim | 21 avril 2007   | 5        | 53            | Rawang     | Tanjung Malim |

Le KTM Komuter, long de 175 km, dessert 45 stations. Son consiste en deux lignes se croisant, à savoir la ligne Sentul-Port Kelang et la ligne Rawang-Seremban, auxquelles s'ajoute une navette reliant Rawang à Tanjung Malim.
Les lignes se croisent à Kuala Lumpur, les transferts entre ligne peuvent se faire dans les stations « KL Sentral », « Gare de Kuala Lumpur », « Bank Negara » et « Putra ».
Les transferts avec le métro de Kuala Lumpur, le RapidKL Rail sont possibles à la station Bandar Tasik Selatan ou à la station Bank Negara pour la ligne Ampang, et à la station KL Sentral pour la ligne Kelana Jaya.

### Stations
Le KTM Komuter sert les stations suivantes :
| Ligne Port Klang | Ligne Seremban | Navette Rawang-Tanjung Malim                                                |
| --- | --- | --------------------------------------------------------------------------- |
| - Port Klang - Jalan Kastam - Kampung Raja Uda - Teluk Gadong - Teluk Pulai - Klang - Bukit Badak - Padang Jawa - Shah Alam - Batu Tiga - Subang Jaya - Setia Jaya - Seri Setia - Kampung Dato Harun - Jalan Templer - Petaling - Pantai Dalam - Angkasapuri - KL Sentral - Kuala Lumpur - Bank Negara - Putra - Sentul - Batu Kentonmen - Kampung Batu - Taman Wahyu - Batu Caves | - Rembau - Sungai Gadut - Senawang - Seremban - Tiroi - Labu - Nilai - Batang Benar - Bangi - UKM - Kajang - Serdang - Bandar Tasik Selatan - Salak Selatan - Seputeh - Mid Valley - KL Sentral - Kuala Lumpur - Bank Negara - Putra - Segambut - Kepong - Kepong Sentral - Sungai Buloh - Kuang - Rawang | - Rawang - Serendah - Batang Kali - Rasa - Kuala Kubu Bharu - Tanjung Malim |

## Flotte
Le parc initial du KTM Kumuter était composé de trois versions de rames à trois voitures de type "élément automoteur électrique, dont les modèles sont les suivants :
- 18 "KTM Class 81" fabriqué par Jenbacher Transport (1994/1995)
- 22 "KTM Class 83" fabriqué par Hyundai (HPID) (1996/1997)
- 22 "KTM Class 82" fabriqué par Union Carriage & Wagon en Afrique du Sud (1996/1997)

En juillet 2012, des rames à six voitures ont été ajoutées au réseau :
- 38 "KTM Class 92" fabriqué par le Chinois Zhu Zhou Electric Locomotives Co Ltd[1]

## Galerie

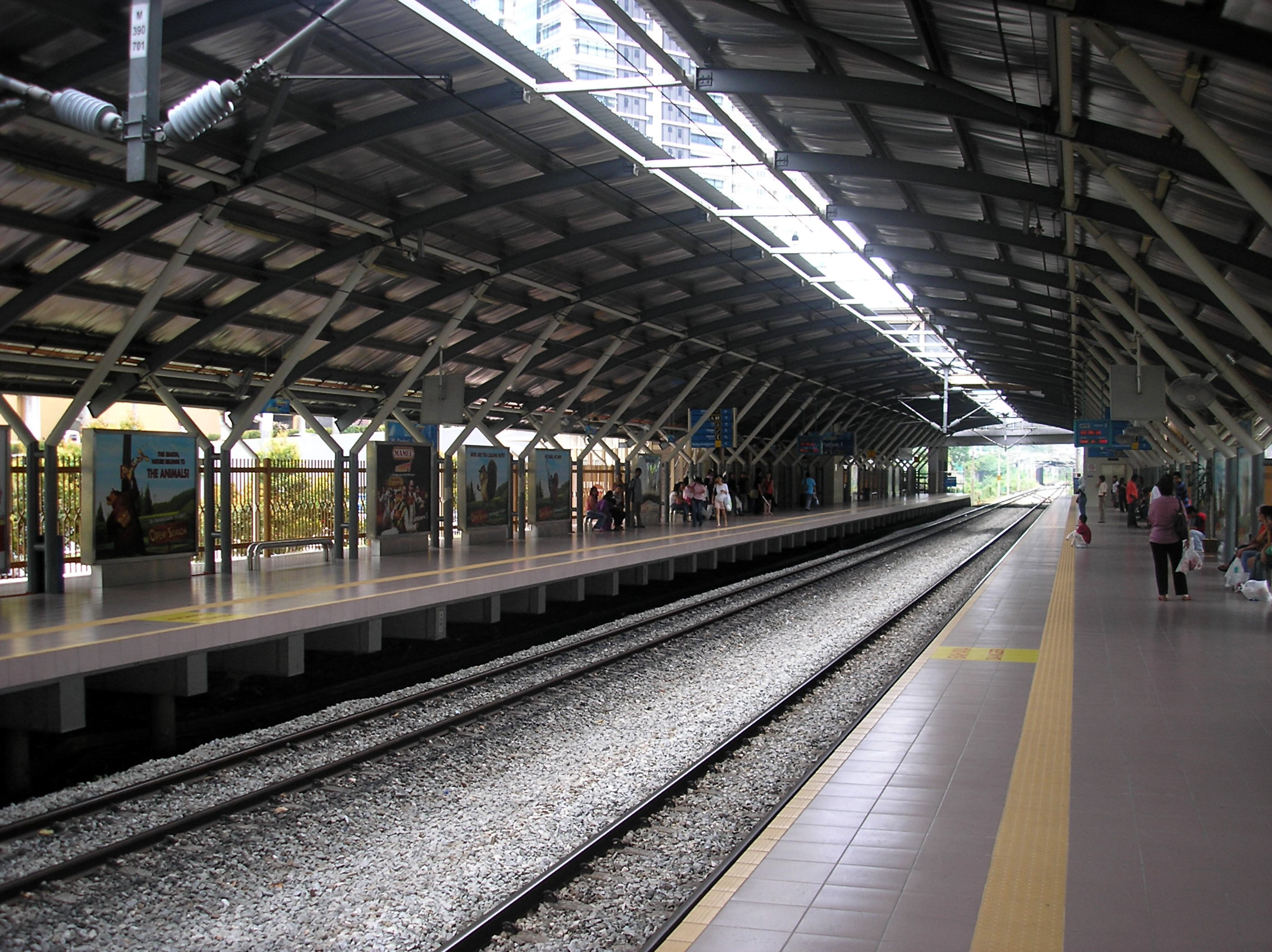
Gare de Mid Valley et son nouveau toit
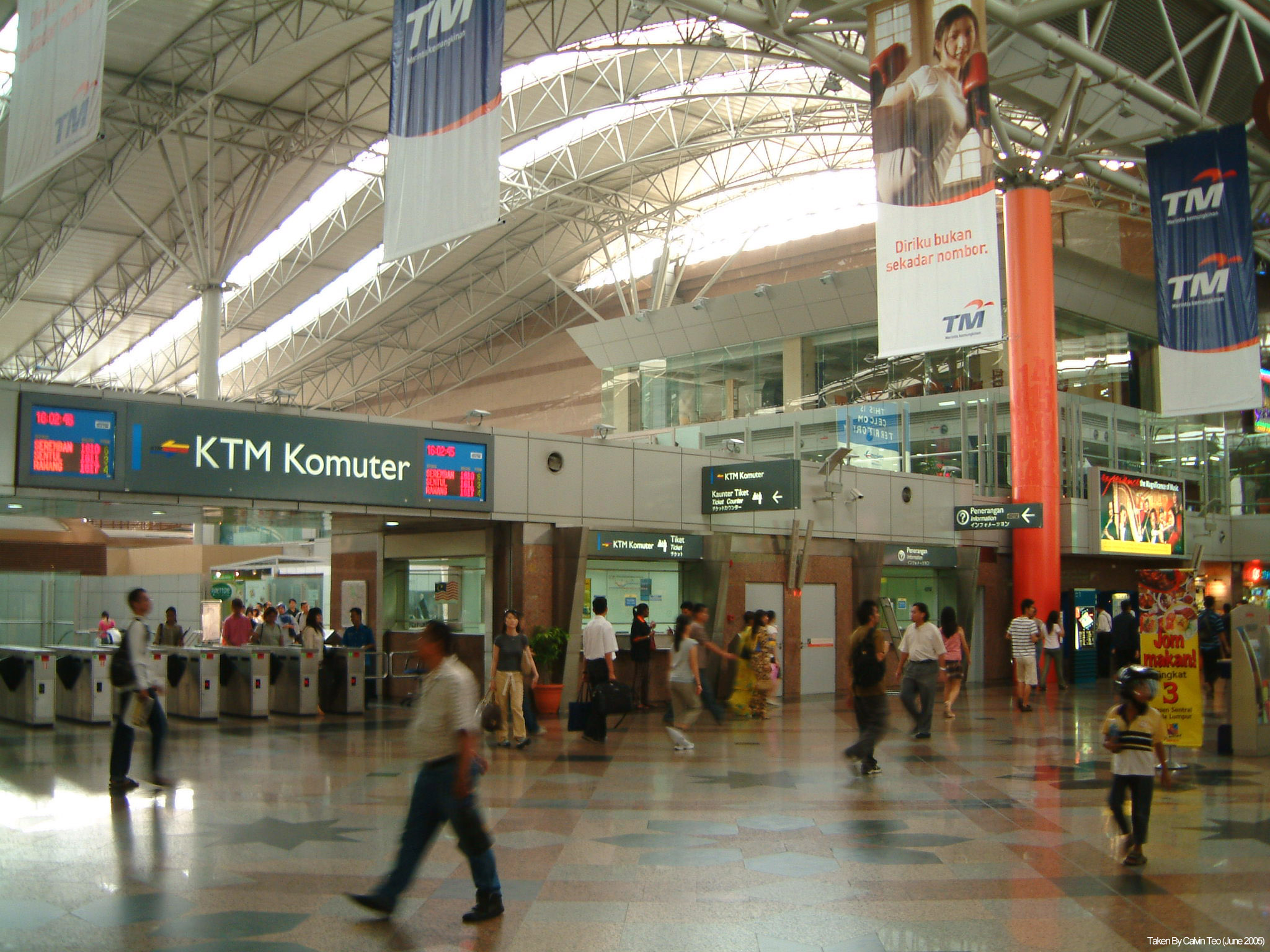
KTM Komuter à KL Sentral
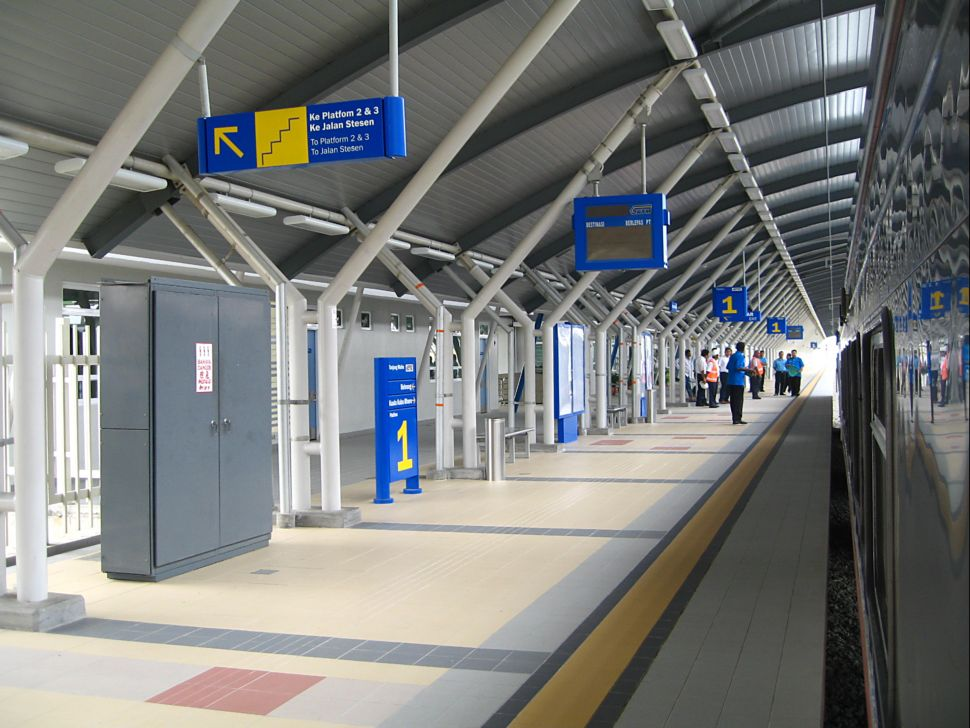
La nouvelle gare de Tanjung Malim